# Nekrolog 3. Quartal 1905
Nekrolog
◄◄
| ◄
| 1901
| 1902
| 1903
| 1904
| 1905 | 1906 | 1907 | 1908 | 1909 | ► | ►►
1. Quartal |
2. Quartal |
3. Quartal |
4. Quartal 1905
Weitere Ereignisse | Allgemeiner Nekrolog 1905
Die Beschreibung der verstorbenen Person sollte so kurz wie möglich gehalten sein und nur deren signifikante Tätigkeit(en) enthalten.
Neue Namen ggf. auch unter dem Geburts- und Sterbedatum, also etwa unter 1. Januar und im Geburts- und Sterbejahr (2024) eintragen (nur bei entsprechender großer Wichtigkeit). Für Beispiele siehe die schon vorhandenen Artikel.
Außerdem über die fünf zuletzt Verstorbenen, zu denen es einen ausreichend guten Artikel für eine Präsentation auf der Hauptseite gibt, nach der todesbedingten Überarbeitung der Artikel ggf. auch unter Wikipedia Diskussion:Hauptseite informieren und sie am besten auch in den anderen Wikipedia-Sprachversionen eintragen. Tipp: Regelmäßig bei news.google.de nach „ist tot“, „gestorben“ oder „verstorben“ suchen.
Wenn eine Person gestorben ist, gibt es viele Seiten zu dieser Person in der Wikipedia, die davon auch betroffen sind und entsprechend aktualisiert werden müssen. Beispiele: Namenübersichtsseite, Geburtsjahr, Geburtsort-Seiten und viele mehr.
Wie finde ich die betroffenen Seiten?
Im Suchfeld auf der linken Seite gibt man den Suchbegriff so ein: „Vorname Nachname“. Dann klickt man auf Volltext und alle Seiten mit entsprechendem Suchtext werden aufgerufen. Hier sieht man dann schnell, wo auch das Todesjahr Sinn macht oder sogar ein Teil des Artikels angepasst werden muss. Auch hilft das „Werkzeug“ auf der linken Seite sehr gut, um solche Seiten aufzufinden: „Links auf diese Seite“. Somit ist die Wikipedia wieder aktuell in allen Bereichen! Hinweis: bei Eintragung der Kategorie „Gestorben JAHR“ wird der Missbrauchsfilter 49 ausgelöst, was jedoch nicht schlimm ist. Siehe: Spezial:Missbrauchsfilter/49
Dies ist eine Liste von im dritten Quartal 1905 verstorbenen bekannten Persönlichkeiten. Die Einträge erfolgen innerhalb der einzelnen Daten alphabetisch sortiert. Tiere sind im Nekrolog für Tiere zu finden.

## Juli
| Tag      | Name                                 | Beruf, bekannt als                                                                                 | Alter | Beleg |
| -------- | ------------------------------------ | -------------------------------------------------------------------------------------------------- | ----- | ----- |
| 1. Juli  | Charles DuBois-Melly                 | Schweizer Maler                                                                                    | 84    |       |
| 1. Juli  | John Hay                             | US-amerikanischer Politiker, Außenminister der Vereinigten Staaten (1898–1905)                     | 66    |       |
| 1. Juli  | Charles Shepherd jun.                | britischer Uhrmacher, Erfinder und Ingenieur                                                       | 75    |       |
| 2. Juli  | Heinrich Karl Giesl von Gieslingen   | österreichischer General                                                                           | 83    |       |
| 2. Juli  | Philipp Schech                       | deutscher Arzt                                                                                     | 59    |       |
| 2. Juli  | Wilhelm Soldan                       | deutscher Lehrer, Archäologe und Denkmalschützer                                                   | 63    |       |
| 2. Juli  | Joseph Maria Wyrsch                  | Schweizer Politiker                                                                                | 53    |       |
| 4. Juli  | Hermann Blodig                       | österreichischer Jurist, Ökonom und Hochschullehrer                                                | 83    |       |
| 4. Juli  | Élisée Reclus                        | französischer Geograph und Anarchist                                                               | 75    |       |
| 5. Juli  | Amasa Cobb                           | US-amerikanischer Offizier, Jurist und Politiker                                                   | 81    |       |
| 5. Juli  | Samuel Howard Ford                   | US-amerikanischer Reverend und Politiker                                                           | 86    |       |
| 5. Juli  | Friedrich Gerber                     | Schweizer evangelischer Geistlicher und Pädagoge                                                   | 77    |       |
| 5. Juli  | Georg Meyer                          | deutscher Eisenbahningenieur und Hochschullehrer                                                   | 71    |       |
| 6. Juli  | Anton Burger                         | deutscher Maler, Zeichner und Radierer                                                             | 80    |       |
| 7. Juli  | Vincze von Borbás                    | ungarischer Botaniker                                                                              | 60    |       |
| 7. Juli  | Filemón Fierro y Terán               | mexikanischer Geistlicher, Bischof von Ciudad Victoria-Tamaulipas                                  | 45    |       |
| 7. Juli  | Hermann Nothnagel                    | deutscher Internist                                                                                | 63    |       |
| 7. Juli  | Wilbur F. Sanders                    | US-amerikanischer Politiker                                                                        | 71    |       |
| 7. Juli  | Alfred Volkland                      | deutscher Dirigent und Pianist                                                                     | 64    |       |
| 8. Juli  | Gottlob Christoph Jacob Fischer      | deutscher Bildhauer, Historien- und Porträtmaler sowie Lithograf                                   | 76    |       |
| 8. Juli  | Rudolf Hilty                         | Schweizer Unternehmer und Politiker                                                                | 90    |       |
| 8. Juli  | Karl Speth von Schülzburg            | deutscher Adliger, Landtagsabgeordneter, Majoratsherr, Landgerichtsrat und Kammerherr              | 60    |       |
| 8. Juli  | Karl Weißbach                        | deutscher Architekt                                                                                | 64    |       |
| 10. Juli | Joseph Merklin                       | deutscher, hauptsächlich in Belgien und Frankreich tätiger Orgelbauer                              | 86    |       |
| 10. Juli | Georges Nagelmackers                 | belgischer Reiseunternehmer                                                                        | 60    |       |
| 11. Juli | Muhammad Abduh                       | islamischer Reformer                                                                               |       |       |
| 11. Juli | Joseph Brettauer                     | österreichischer Mediziner und Numismatiker                                                        | 69    |       |
| 11. Juli | William Muir                         | britischer Kolonialpolitiker, Orientalist, Missionswissenschaftler, Islamwissenschaftler           | 86    |       |
| 12. Juli | Jørgen Malling                       | dänischer Komponist                                                                                | 68    |       |
| 12. Juli | Charles Schlumberger                 | französischer Paläontologe, Zoologe und Geologe                                                    | 79    |       |
| 14. Juli | Oskar Schreiber                      | preußischer Offizier, zuletzt Generalleutnant sowie Geodät und Chef der Preußischen Landesaufnahme | 76    |       |
| 15. Juli | Christen Brun                        | norwegischer Historien- und Porträtmaler der Düsseldorfer Schule                                   | 77    |       |
| 15. Juli | Napoleon Jackson Tecumseh Dana       | US-amerikanischer Generalmajor der Nordstaaten im Amerikanischen Bürgerkrieg                       | 83    |       |
| 15. Juli | Raimundo Fernández Villaverde        | Ministerpräsident von Spanien                                                                      | 57    |       |
| 15. Juli | Eduard Leonhardi                     | deutscher Maler                                                                                    | 77    |       |
| 16. Juli | Mauro Fernández Acuña                | costa-ricanischer Politiker                                                                        | 61    |       |
| 16. Juli | Julius Oskar Galler                  | deutscher Buchhändler und Politiker (DtVP), MdR                                                    | 61    |       |
| 16. Juli | Curt Grottewitz                      | deutscher Naturwissenschaftler, Schriftsteller und Germanist                                       | 39    |       |
| 16. Juli | Wilhelm Storck                       | deutscher Dichter, Germanist, Romanist und Übersetzer                                              | 76    |       |
| 17. Juli | Christos Chatzidimitriou             | griechischer Lehrer, Kaufmann und Freiheitskämpfer                                                 |       |       |
| 17. Juli | Adolf Frentzel                       | deutscher Kaufmann und Verbandsfunktionär                                                          | 71    |       |
| 17. Juli | Clemens Seeber                       | deutscher Fotograf, Foto- und Filmpionier                                                          | 53    |       |
| 18. Juli | Emil Julius von Tresckow             | preußischer Generalleutnant                                                                        | 95    |       |
| 19. Juli | Karl Hack                            | deutscher Kommunalbeamter im Elsaß, Oberbürgermeister von Mülhausen                                | 61    |       |
| 20. Juli | William Hartshorn Bonsall            | US-amerikanischer Politiker                                                                        | 59    |       |
| 21. Juli | Hugo von Below                       | preußischer Generalleutnant                                                                        | 80    |       |
| 21. Juli | Stefan Okrzeja                       | polnischer Politiker                                                                               | 19    |       |
| 22. Juli | Friedrich Mauch                      | deutscher Apotheker                                                                                | 68    |       |
| 23. Juli | Carl von Borkowski                   | österreichischer Baumeister und Architekt                                                          | 76    |       |
| 23. Juli | Johannes Samuel Büttner              | deutscher lutherischer Pfarrer                                                                     | 74    |       |
| 23. Juli | Hélène de Gingins                    | Schweizer Salonière, Abolitionistin und Frauenrechtlerin                                           | 77    |       |
| 23. Juli | Jean-Jacques Henner                  | französischer Maler                                                                                | 76    |       |
| 23. Juli | Daniel Scott Lamont                  | US-amerikanischer Politiker                                                                        | 54    |       |
| 23. Juli | Henry Warren Ogden                   | US-amerikanischer Politiker                                                                        | 62    |       |
| 24. Juli | Adolf Cluss                          | deutsch-amerikanischer Architekt, Mitglied im Bund der Gerechten bzw. im Bund der Kommunisten      | 80    |       |
| 24. Juli | Johann Valentin Müller               | deutscher Cellist, Musikpädagoge und Komponist                                                     | 75    |       |
| 24. Juli | Franz Schumann                       | deutscher Reichsgerichtsrat und Reichsanwalt                                                       | 60    |       |
| 24. Juli | Jakob von Simonowicz                 | österreichisch-polnischer Politiker und Richter                                                    | 77    |       |
| 25. Juli | Bernhard von Maltzan                 | deutscher Jurist und Instanzenrichter                                                              | 85    |       |
| 25. Juli | Hermine Cziglér von Vecse-Cappilleri | ungarische, deutschsprachige Schriftstellerin                                                      | 65    |       |
| 26. Juli | Pietro Bixio                         | italienischer Bahnradsportler                                                                      | 29    |       |
| 26. Juli | Heinrich Feldtmann                   | deutscher Verwaltungsbeamter                                                                       | 67    |       |
| 27. Juli | Robert Bullock                       | Jurist, Politiker und General der Konföderierten Staaten im Amerikanischen Bürgerkrieg             | 76    |       |
| 27. Juli | Louis Capdevielle                    | französischer Maler                                                                                | 56    |       |
| 27. Juli | Ernst Sommerschuh                    | deutscher Architekt und Baumeister                                                                 | 61    |       |
| 27. Juli | Tobias Robert Thalén                 | schwedischer Astronom und Physiker                                                                 | 77    |       |
| 28. Juli | John William Douglas                 | britischer Entomologe                                                                              | 90    |       |
| 28. Juli | Armin Kellersberger                  | Schweizer Politiker (FDP)                                                                          | 66    |       |
| 29. Juli | Johann Jakob Gächter                 | Schweizer Politiker                                                                                | 71    |       |
| 29. Juli | Simon Hartogensis                    | deutscher Unternehmer und Generalkonsul                                                            | 78    |       |
| 30. Juli | Berta Bethge                         | deutsche Schriftstellerin                                                                          | 76    |       |
| 30. Juli | August Ferdinand Wäldner             | deutscher Orgelbaumeister                                                                          | 87    |       |
| 31. Juli | John Baird                           | schottischer Fußballspieler                                                                        | 35    |       |
| 31. Juli | Constantin Bulle                     | deutscher Politiker (DFP), MdBB, MdR, Lehrer, Historiker                                           | 61    |       |
| 31. Juli | William Cumback                      | US-amerikanischer Politiker                                                                        | 76    |       |
| 31. Juli | Josef von Metnitz                    | österreichischer Zahnarzt                                                                          | 43    |       |
| 31. Juli | Eduard Rudolf Parrisius              | deutscher Politiker (Liberaler) und Genossenschaftsbanker                                          | 87    |       |
| 31. Juli | Christian Friedrich Völkner          | deutscher Orgelbauer                                                                               |       |       |

## August
| Tag        | Name                             | Beruf, bekannt als                                                  | Alter | Beleg |
| ---------- | -------------------------------- | ------------------------------------------------------------------- | ----- | ----- |
| 1. August  | John Dougherty                   | US-amerikanischer Politiker                                         | 48    |       |
| 1. August  | Henrik Sjöberg                   | schwedischer Leichtathlet und Turner                                | 30    |       |
| 2. August  | Reiner Maria Daelen              | deutscher Eisenhütten-Ingenieur und Erfinder                        | 61    |       |
| 2. August  | Kraft von Heugel                 | preußischer Generalmajor                                            | 56    |       |
| 2. August  | Nizier Anthelme Philippe         | französischer Mystiker und Okkultist                                | 56    |       |
| 4. August  | Walther Flemming                 | deutscher Anatom und Zellbiologe                                    | 62    |       |
| 4. August  | Paul von Schönthan               | österreichischer Erzähler, Dramatiker und Journalist                | 52    |       |
| 4. August  | Simeon Solomon                   | britischer präraffaelitischer Maler                                 | 64    |       |
| 5. August  | Rasmus Claussen                  | dänischer Politiker (Venstre), Mitglied und Präsident des Folketing | 70    |       |
| 5. August  | Kinjikitile Ngwale               | tansanischer Heiler und Vorbereiter des Maji-Maji-Aufstands         |       |       |
| 5. August  | Julius Stinde                    | deutscher Chemiker, Journalist und Schriftsteller                   | 63    |       |
| 5. August  | Theodora Thayer                  | US-amerikanische Malerin und Kunstpädagogin                         |       |       |
| 6. August  | Anton Ažbe                       | österreichischer Maler                                              | 43    |       |
| 6. August  | Adolf zu Dohna-Schlodien         | deutscher Majoratsbesitzer und Politiker, MdR                       | 59    |       |
| 6. August  | Léo Errera                       | belgischer Botaniker                                                | 46    |       |
| 6. August  | Emil Grohmann                    | österreichischer Industrieller                                      | 49    |       |
| 6. August  | Emil Luebeck                     | deutscher Althistoriker und Gymnasiallehrer                         | 57    |       |
| 7. August  | Alexander Melville Bell          | britischer Philologe und Mitbegründer der modernen Phonetik         | 86    |       |
| 8. August  | Bonifacia Rodríguez Castro       | spanische katholische Ordensfrau und Ordensgründerin                | 68    |       |
| 8. August  | Ilarion Ruvarac                  | serbisch-orthodoxer Mönchspriester und Abt des Klosters Grgeteg     | 72    |       |
| 9. August  | Hermann Henrich Meier junior     | deutscher Kaufmann und Mäzen                                        | 59    |       |
| 10. August | Adelaide Manning                 | Journalistin und Herausgeberin                                      |       |       |
| 11. August | Rashid Ahmad Gangohi             | indischer islamischer Theologe                                      | 76    |       |
| 11. August | Wilhelm Oncken                   | deutscher Historiker und Politiker (NLP), MdR                       | 66    |       |
| 11. August | Wilhelm Pfänder                  | deutsch-US-amerikanischer Politiker und Turnvater                   | 79    |       |
| 12. August | Julius Gremblich                 | österreichischer Naturforscher                                      | 54    |       |
| 13. August | Franz Xaver Neumann junior       | österreichischer Architekt                                          | 43    |       |
| 14. August | William Laird Clowes             | britischer Autor und Journalist                                     | 49    |       |
| 14. August | Walburga Diepolder               | deutsche Missionsbenediktinerin und Märtyrin                        | 34    |       |
| 14. August | Cordula Ebert                    | deutsche Missionsbenediktinerin und Märtyrin                        | 26    |       |
| 14. August | Felicitas Hiltner                | deutsche Missionsbenediktinerin und Märtyrin                        | 28    |       |
| 14. August | Francis Marvin                   | US-amerikanischer Politiker                                         | 77    |       |
| 14. August | Andreas Scholzen                 | deutscher Ordensbruder und Märtyrer                                 | 29    |       |
| 14. August | Gabriel Sonntag                  | deutscher Ordensbruder und Märtyrer                                 | 32    |       |
| 14. August | Cassian Spiß                     | Benediktinermönch und katholischer Bischof                          | 39    |       |
| 15. August | Ludwig von Hammerstein           | deutscher Adeliger, Jesuit, Schriftsteller                          | 72    |       |
| 15. August | Horst Lommer                     | deutscher Jurist und Ehrenbürger der Stadt Jena                     | 80    |       |
| 15. August | Ludwig Slansky                   | tschechischer Geiger, Komponist und Dirigent                        | 67    |       |
| 16. August | Alexis                           | Landgraf von Hessen-Philippsthal-Barchfeld                          | 75    |       |
| 16. August | Georg Ernst Menges               | deutscher Landtagsabgeordneter                                      |       |       |
| 17. August | Ernst Bareuther                  | böhmisch-österreichischer Politiker                                 | 67    |       |
| 18. August | Joseph Cochran                   | US-amerikanischer Missionar und Mediziner                           | 50    |       |
| 18. August | Albert Edelfelt                  | finnischer Maler                                                    | 51    |       |
| 18. August | Theodor Kübler                   | deutscher Theologe, Missionar, Kirchenlieddichter und -übersetzer   | 73    |       |
| 18. August | Heinrich Laehr                   | deutscher Psychiater                                                | 85    |       |
| 19. August | William Adolphe Bouguereau       | französischer Maler                                                 | 79    |       |
| 19. August | Lerotholi                        | Oberhaupt der Basotho                                               |       |       |
| 19. August | Jules Oppert                     | deutsch-französischer Philologe und Altorientalist                  | 80    |       |
| 19. August | Ernst von Werdeck                | deutscher Rittergutsbesitzer und Politiker, MdR                     | 55    |       |
| 20. August | Otto von Büngner                 | deutscher Chirurg                                                   | 47    |       |
| 20. August | Heinrich Bulthaupt               | deutscher Autor                                                     | 55    |       |
| 20. August | Carl Emil Doepler                | deutscher Maler, Buchillustrator, und Kostümbildner                 | 81    |       |
| 20. August | Franz Reuleaux                   | deutscher Ingenieur                                                 | 75    |       |
| 20. August | Otto Rüger                       | deutscher Unternehmer                                               | 74    |       |
| 21. August | August Bernatz                   | deutscher Baumeister und Bauunternehmer                             | 76    |       |
| 21. August | Elizabeth Hart Jarvis Colt       | US-amerikanische Philanthropin, Ehefrau von Samuel Colt             |       |       |
| 21. August | Alexander von Oettingen          | deutscher lutherischer Theologe                                     | 77    |       |
| 22. August | Alfred Waterhouse                | englischer Architekt                                                | 75    |       |
| 24. August | Otto Fries                       | deutscher Förster und Politiker (NLP), MdR                          | 56    |       |
| 24. August | Karl Schweigger                  | deutscher Augenarzt                                                 | 74    |       |
| 25. August | Ferdinand Langer                 | deutscher Cellist, Dirigent und Komponist                           | 66    |       |
| 25. August | Johann Eduard Loch               | deutscher Philologe und Gymnasiallehrer                             | 64    |       |
| 25. August | Felix vom Rath                   | deutscher Komponist                                                 | 39    |       |
| 25. August | Arthur Schneider                 | deutscher Klassischer Archäologe                                    | 44    |       |
| 25. August | Arthur von Witzleben             | deutscher Politiker                                                 | 70    |       |
| 26. August | Jan Neff                         | tschechischer Händler, Patriot und Mäzene                           | 73    |       |
| 27. August | Amalia del Pilar von Spanien     | Infantin von Spanien                                                | 70    |       |
| 27. August | Mathilde Lammers                 | Frauenrechtlerin                                                    | 68    |       |
| 27. August | Hermann Wichmann                 | deutscher Komponist und Schriftsteller                              | 81    |       |
| 28. August | Ioannis Apostolou                | griechischer Opernsänger                                            |       |       |
| 28. August | André Helfferich                 | deutscher Verwaltungsbeamter                                        | 47    |       |
| 30. August | Grgo Martić                      | kroatischer Schriftsteller                                          | 83    |       |
| 30. August | Heinrich Fidelis Müller          | deutscher Priester und Komponist                                    | 68    |       |
| 30. August | Hugo von Wilamowitz-Moellendorff | deutscher Verwaltungsjurist, Gutsbesitzer und Politiker             | 65    |       |
| 31. August | Theodor Lohmann                  | deutscher Verwaltungsjurist und Sozialreformer                      | 73    |       |
| 31. August | Jacob Müller                     | amerikanischer Rechtsanwalt und Politiker                           | 83    |       |
| 31. August | Francesco Tamagno                | italienischer Opernsänger (Tenor)                                   | 54    |       |

## September
| Tag           | Name                                         | Beruf, bekannt als                                                                     | Alter | Beleg |
| ------------- | -------------------------------------------- | -------------------------------------------------------------------------------------- | ----- | ----- |
| 1. September  | Corrado Avolio                               | italienischer Romanist und Dialektologe                                                | 62    |       |
| 1. September  | Ernst von Haselberg                          | deutscher Architekt und Baubeamter in Stralsund                                        | 77    |       |
| 2. September  | Theodor Büttner-Wobst                        | deutscher Klassischer Philologe und Gymnasiallehrer                                    | 51    |       |
| 3. September  | Peter O’Reilly                               | britischer Verwaltungsangestellter, Sheriff und Richter in Kanada                      | 78    |       |
| 4. September  | Mjertyn Moń                                  | niedersorbischer Lehrer, Volkskundler und Sprachwissenschaftler                        | 57    |       |
| 5. September  | Miguel Cané                                  | argentinischer Politiker, Anwalt, Journalist und Bürgermeister von Buenos Aires        | 54    |       |
| 5. September  | Thomas Turpin Crittenden                     | US-amerikanischer General                                                              | 79    |       |
| 5. September  | Franz Leopold von Leonrod                    | Bischof von Eichstätt                                                                  | 78    |       |
| 5. September  | Niko Popow                                   | bulgarischer Industrieller und Politiker                                               | 68    |       |
| 5. September  | Werner von Schleinitz                        | deutscher Landrat und Politiker, MdR                                                   | 62    |       |
| 6. September  | Morris Bates                                 | englischer Fußballspieler                                                              | 41    |       |
| 6. September  | Karl August von Heigel                       | bayerischer Biograph, Dramatiker und Erzähler                                          | 70    |       |
| 6. September  | Thomas Menees                                | US-amerikanischer Arzt und Politiker                                                   | 82    |       |
| 6. September  | Alfred Schaper                               | deutscher Anatom, Embryologe und Hochschullehrer                                       | 42    |       |
| 7. September  | Albert von Boguslawski                       | deutscher Militärschriftsteller und General                                            | 70    |       |
| 7. September  | Johannes Boye                                | deutscher Kaufmann und Politiker                                                       | 64    |       |
| 7. September  | Ernst Kohlschütter                           | deutscher Mediziner                                                                    | 67    |       |
| 7. September  | Raffaele Pierotti                            | italienischer Geistlicher, Dominikanerpater und Kardinal                               | 69    |       |
| 7. September  | Arwed Schlabitz                              | deutscher Landwirt und Politiker                                                       | 64    |       |
| 8. September  | David Howard Harrison                        | kanadischer Politiker                                                                  | 62    |       |
| 9. September  | Johann Bittner                               | mährischer Architekt und Bauunternehmer                                                | 53    |       |
| 9. September  | Heinrich Gassner                             | Oberbürgermeister von Mainz                                                            | 58    |       |
| 10. September | Guido Bach                                   | deutscher Maler, in London tätig (ab 1862)                                             |       |       |
| 10. September | Antonín Lhota                                | tschechischer Maler                                                                    | 93    |       |
| 11. September | Johann Carl Khevenhüller                     | österreichischer Adeliger, Teilnehmer des österreichischen Freiwilligenkorps in Mexiko | 65    |       |
| 11. September | Franziskus Leuthner                          | deutscher Missionar und Märtyrer                                                       | 38    |       |
| 11. September | Paul von Rheinbaben                          | preußischer Offizier                                                                   | 71    |       |
| 11. September | Jules Arnous de Rivière                      | französischer Schachmeister und Schachjournalist                                       | 75    |       |
| 12. September | Rain in the Face                             | Kriegshäuptling der Hunkpapa-Indianer                                                  |       |       |
| 12. September | John William Rogan                           | zweitgrößter Mensch der Medizingeschichte                                              | 40    |       |
| 12. September | Ludwig Veiel                                 | deutscher Jurist und Politiker (DP), MdR                                               | 60    |       |
| 13. September | Adrien Alexandre Adolphe Carrey de Bellemare | französischer Divisionsgeneral                                                         | 80    |       |
| 13. September | Patrick Collins                              | US-amerikanischer Politiker                                                            | 61    |       |
| 13. September | Moriz Funk                                   | österreichischer Marineoffizier                                                        |       |       |
| 13. September | René Goblet                                  | französischer Politiker                                                                | 76    |       |
| 14. September | Christian Behrens                            | deutscher Bildhauer                                                                    | 53    |       |
| 14. September | Pierre Savorgnan de Brazza                   | französischer Marineoffizier und Afrikareisender                                       | 53    |       |
| 15. September | Julio Ituarte                                | mexikanischer Komponist und Pianist                                                    | 60    |       |
| 15. September | James E. O’Hara                              | US-amerikanischer Politiker                                                            | 61    |       |
| 15. September | Willgodt Theophil Odhner                     | schwedischer Ingenieur und Erfinder des Odhner-Sprossenradrechners (Arithmometers)     | 60    |       |
| 17. September | Nikolaus Wilhelm zu Nassau                   | preußischer General der Infanterie, Begründer der Linie der Grafen von Merenberg       | 72    |       |
| 18. September | George MacDonald                             | schottischer Schriftsteller, Dichter und Pfarrer                                       | 80    |       |
| 18. September | Willy Schmitter                              | deutscher Radrennfahrer                                                                | 21    |       |
| 19. September | Thomas John Barnardo                         | Philanthrop, Gründer und Direktor von Heimen für verarmte Kinder                       | 60    |       |
| 19. September | Jānis Līcis                                  | lettischer Priester und orthodoxer Märtyrer                                            | 73    |       |
| 19. September | Ernst Scherenberg                            | deutscher lyrischer Dichter                                                            | 66    |       |
| 20. September | Wilhelm Heinrich Kaemmerer                   | deutscher Kaufmann, Bankier und Politiker, MdHB                                        | 85    |       |
| 20. September | Jacob Stephan                                | Landtagsabgeordneter Großherzogtum Hessen                                              | 84    |       |
| 20. September | Vjenceslav Novak                             | kroatischer Musikpädagoge, Journalist, Übersetzer und Schriftsteller                   | 46    |       |
| 21. September | Rudolf Baumbach                              | deutscher Dichter                                                                      | 64    |       |
| 21. September | Nikolai Nikolajewitsch Benardos              | russischer Erfinder                                                                    | 63    |       |
| 21. September | Célestine Galli-Marié                        | französische Opernsängerin (Mezzosopran)                                               | 68    |       |
| 21. September | Francisco García-Calderón Landa              | peruanischer Politiker, Staatspräsident                                                | 71    |       |
| 21. September | Otto von Hoffmann                            | deutscher Verwaltungsjurist                                                            | 72    |       |
| 22. September | John Marshall Hamilton                       | Gouverneur von Illinois                                                                | 58    |       |
| 22. September | Henry Howard                                 | US-amerikanischer Politiker                                                            | 79    |       |
| 22. September | Charles Triplett O’Ferrall                   | US-amerikanischer Politiker                                                            | 64    |       |
| 23. September | Karl Schilling                               | evangelisch-lutherischer Geistlicher, deutsch-baltischer Märtyrer                      | 40    |       |
| 24. September | Godefroy Cavaignac                           | französischer Politiker                                                                | 52    |       |
| 24. September | Heinrich Christoph                           | Landwirt, Bürgermeister und Abgeordneter                                               | 64    |       |
| 24. September | Karl Müller                                  | deutscher evangelischer Geistlicher und Naturforscher                                  | 80    |       |
| 25. September | Hermann Schaper                              | Generalarzt der Preußischen Armee                                                      | 65    |       |
| 25. September | Heinrich Straßmann                           | deutscher Allgemeinarzt und Frauenarzt                                                 |       |       |
| 27. September | Thomas von Hauck                             | deutscher Jurist und Politiker (Zentrum), MdR                                          | 82    |       |
| 27. September | Carl Maximilian von Orff                     | bayerischer Generalmajor, Kartograf, Topograf und Geodät                               | 77    |       |
| 29. September | Josef Burgmeier                              | Schweizer Sänger und Musiker                                                           | 61    |       |
| 29. September | Jiří Prošek                                  | tschechischer Ingenieur                                                                | 57    |       |
| 30. September | Charles Ephrussi                             | Bankier, Kunsthistoriker und Kunstsammler                                              | 55    |       |
|               | Ferdinando Bonamici                          | italienischer Komponist und Musikpädagoge                                              |       |       |